# Löhlein (Küps)
Löhlein (umgangssprachlich: ˈLøːlɐ) ist ein Gemeindeteil des Marktes Küps im Landkreis Kronach (Oberfranken, Bayern).

## Geographie
Die Einöde liegt auf der Anhöhe Tobes (385 m ü. NHN) und ist von Acker- und Grünland umgeben. Ein Anliegerweg führt etwas weiter südlich zu einer Gemeindeverbindungsstraße, die nach Burkersdorf (1,2 km westlich) bzw. nach Hain verläuft (0,8 km südöstlich).

## Geschichte
Der Ort wurde 1810 erstmals als „Löhlein“ erwähnt. Dem Ortsnamen liegt der Flurname Loh mit Verkleinerungssuffix zugrunde, was zur Bedeutung kleines Waldgebiet führt.
Gegen Ende des 18. Jahrhunderts gehörten die beiden Anwesen, die zu diesem Zeitpunkt noch nicht den Namen Löhlein trugen, zur Realgemeinde Burkersdorf. Das Hochgericht übte das Rittergut Burkersdorf-Unterlangenstadt im begrenzten Umfang aus, es hatte ggf. an das bambergische Centamt Weismain auszuliefern. Das Rittergut Burkersdorf-Unterlangenstadt war zugleich Grundherr der beiden Gütlein.
Infolge des Gemeindeedikts wurde Löhlein dem 1808 oder etwas später gebildeten Steuerdistrikt Ebneth und der 1811 gebildeten Ruralgemeinde Burkersdorf zugewiesen. Am 1. Juli 1977 wurde Löhlein im Zuge der Gebietsreform in Bayern in die Gemeinde Küps eingegliedert.

### Einwohnerentwicklung
| Jahr      | 001809 | 001818 | 001861 | 001871 | 001885 | 001900 | 001925 | 001950 | 001961 | 001970 | 001987 |
| Einwohner | 7      | 6      | 13     | 13     | 12     | 11     | 11     | 17     | 9      | 5      | 3      |
| Häuser    |        | 1      |        |        | 2      | 2      | 2      | 2      | 2      |        | 2      |
| Quelle    | [ 5 ]  | [ 7 ]  | [ 9 ]  | [ 10 ] | [ 11 ] | [ 12 ] | [ 13 ] | [ 14 ] | [ 15 ] | [ 16 ] | [ 1 ]  |

## Religion
Der Ort ist evangelisch-lutherisch geprägt und nach St. Marien in Burkersdorf gepfarrt.